# 秋亜綺羅
秋 亜綺羅（あき あきら、1951年1月23日 - ）は、日本の詩人・随筆家。

## 略歴
宮城県仙台市生まれ。宮城県仙台第三高等学校卒、早稲田大学中退。18歳のとき、受験雑誌に投稿したすべての詩が特選。選者は寺山修司だった。詩集『海！ひっくり返れ！おきあがりこぼし！』（1971年）を発表。1977年6月、高取英らと詩の理論と方法論の実験誌「0ff*0ff*t0ky0!」（ぱあぷる・ふいるむ社）を創刊。27歳で仙台に戻り、ジャンルを超えたイベントの企画などを手がける。1980年、斉藤文春らと批評総合誌「SENDAI IN」を発行。『透明海岸から鳥の島まで』で第22回丸山豊記念現代詩賞受賞。寺山修司著『書を捨てよ、町へ出よう』（角川文庫）に高校時代に書いた「百行書きたい」が掲載されている。また、2018年に発行された四方田犬彦／福間健二編『1968 [2] 文学』（筑摩書房）のアンソロジーには、吉増剛造、三島由紀夫らの作品とともに、19歳のときに書いた詩が所収されている。2009年より個人誌「季刊ココア共和国」を刊行。2020 年から佐々木貴子が加わり「月刊ココア共和国」（電子書籍と紙の本）をあきは詩書工房より創刊。2018年から2022年まで歴程賞選考委員。2021年H氏賞選考委員長。日本現代詩人会元理事長。2022年度宮城県芸術選奨受賞。日本文藝家協会会員。

## 著書
- 『海！ひっくり返れ！おきあがりこぼし！』[5]戦前派出版 1971
- 『透明海岸から鳥の島まで』思潮社 2012　ISBN 978-4783733058
- 『ひよこの空想力飛行ゲーム』思潮社 2014　ISBN 978-4783734260
- 『ひらめきと、ときめきと。 詩の絵本』あきは書館 2015
- 『言葉で世界を裏返せ!』土曜美術社出版販売 2017　ISBN 978-4812024034
- 『十二歳の少年は十七歳になった』思潮社　2021　ISBN 978-4783737674